# Morrito
Morrito là một khu tự quản thuộc tỉnh Río San Juan, Nicaragua. Khu tự quản Morrito có diện tích 679 ki lô mét vuông. Đến thời điểm năm 2005, huyện Morrito có dân số 6570 người.